# Aarne Saarinen

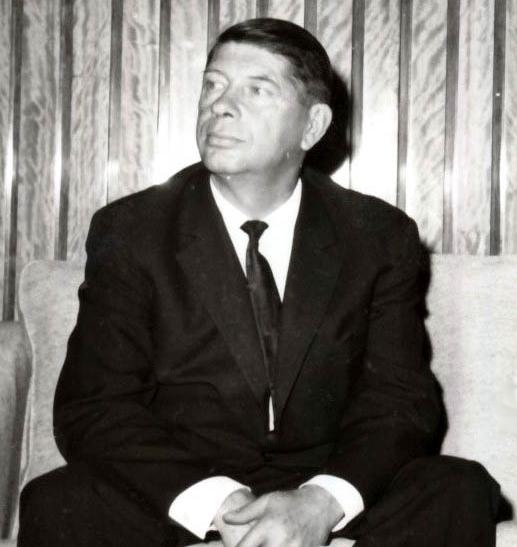
Aarne Saarinen

Aarne Armas Saarinen, född 5 december 1913 i Degerby, död 13 april 2004 i Helsingfors, finländsk riksdagsman (1962–1969, 1972–1982) samt långvarig ordförande i Finlands kommunistiska parti (1966-1982).
Han är begravd på Malms begravningsplats i Helsingfors.